# Razjel

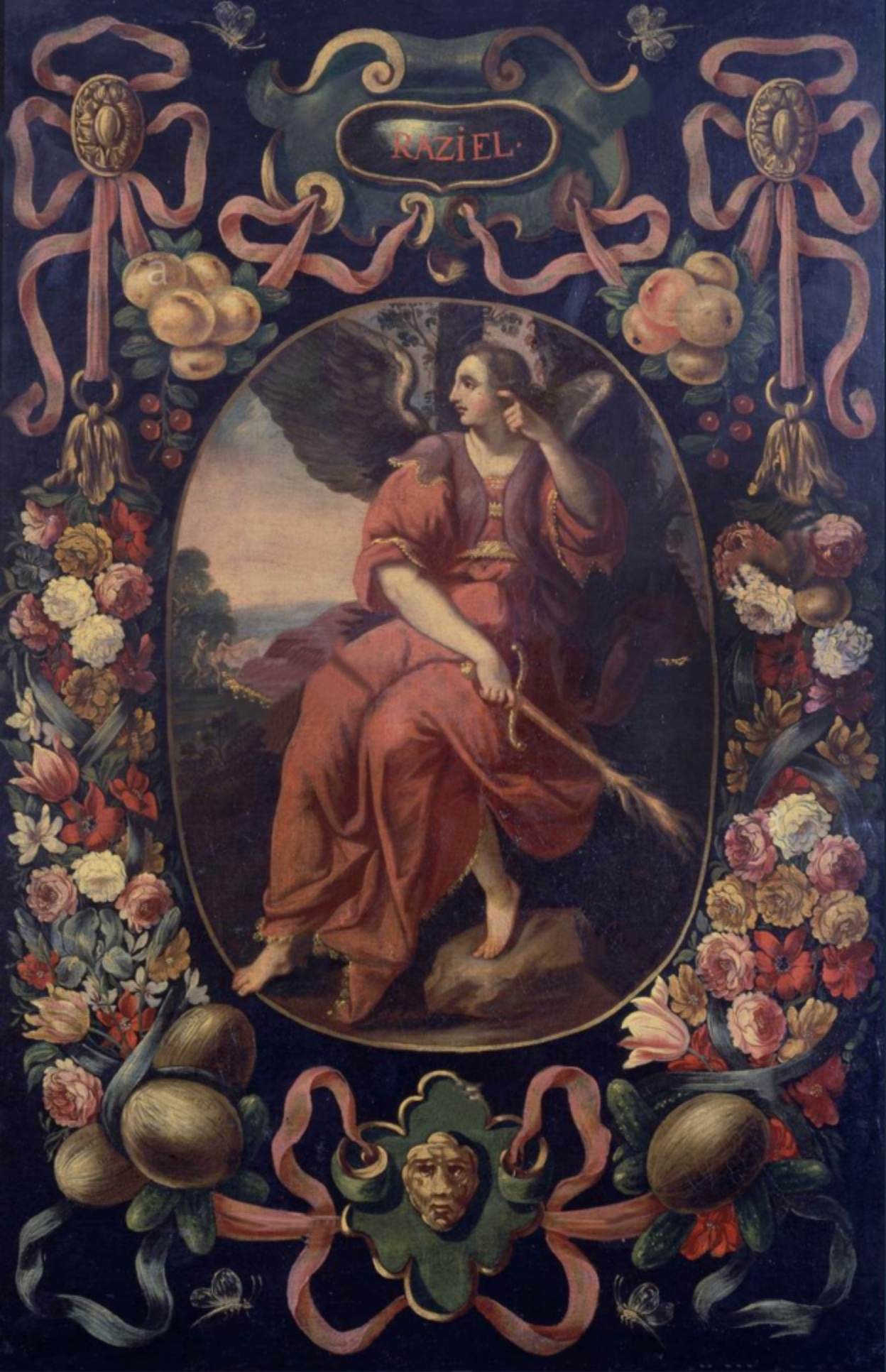
Archanioł Razjel

Razjel (hebr. רזיאל, „tajemnica Boga”, „anioł tajemnic” – Racjel, Akrasjel, Galizur, Sarakael, Suriel) – „anioł tajemnych światów i wódz najwyższych tajemnic” (M. Gaster, The Sword of Moses). W kabale Razjel jest personifikacją sefiry Chochma (mądrość) oraz jednym z  dziewięciu archaniołów świata berija (kreacji). W tradycji rabinackiej Razjel jest legendarnym autorem Księgi Razjela (Sefer Raziel), „w której zawiera się cała mądrość ziemska i niebiańska”. Księgę tę podarował Adamowi, jednak została ona skradziona przez zazdrosne anioły. Następnie trafiła w ręce Henocha, potem Noego, któremu dzięki niej udało się zbudować arkę. Podobno też król Salomon zawdzięcza swą mądrość, wiedzę i znajomość magii właśnie Księdze Razjela.

## Razjel w kulturze
- Użyczył imienia głównej postaci gry komputerowej Legacy of Kain: Soul Reaver – Razielowi, wampirowi, który przez Starszego Boga zostaje przemianowany na Anioła Zemsty.
- Pojawia się jako jeden z głównych bohaterów cyklu powieści Mai Lidii Kossakowskiej pod tytułem Zastępy anielskie.
- Występuje w książkach Christophera Moore’a (Najgłupszy anioł, Baranek), gdzie przedstawiony jest jako istota niezbyt inteligentna.
- Jest jednym z bohaterów w mandze Kaori Yuki Angel Sanctuary.
- Obecny w serii „Dary anioła” Cassandry Clare. Autorka opisała go jako anioła dającego początek Nefilim – pół aniołom, pół ludziom.
- Kryptonim wywoławczy Kapitana Erica Westona, dowódcy eskadry myśliwców zwanych „Archaniołami” w cyklu sf „Odyssey One” Evana Currie.
- Występuje pod mianem Rajzel jako postać epizodyczna w książkach Anety Jadowskiej, w serii "Heksalogia o wiedźmie"